# GIBIATE PROJECT
『GIBIATE PROECT』（ジビエートプロジェクト）は、2018年に起ち上げられた日本のクロスメディア企画。脚本家の青木良が原作・総指揮を務めており、アニメなど様々なコンテンツで展開される。

## 沿革
本プロジェクトは立案当初から世界市場をターゲットにした企画展開が志向されている。作品が発信するテーマには「和」が掲げられており、侍や忍者、刀や書道などが押し出されている。同時に海外のファンの関心を引くため、天野喜孝（キャラクターデザイン原案）や紫舟（タイトルデザイン）など世界的に知名度のある日本人クリエイターやアーティストをスタッフに迎えている。
プロジェクト発表後は、後述のアニメ化を筆頭に、キャラクターの武器となる日本刀の作刀映像や日本人形とのコラボレーション企画が発表された。プロモーションは2019年よりアメリカおよび中国のアニメコンベンションやゲームエキスポを中心に行われた。

## ストーリー
侍の神崎千水と忍者の真田兼六は、1600年から数百年後の2030年にタイムスリップを果たす。そこはウイルス「ジビエ」が流行する世界であり、感染して怪物になった人間や無法者の存在によって日本は荒廃の一途を辿っていた。ジビエ研究者の助手である船田キャスリーンに助けられた千水と兼六は、彼女の旅に同行しながら、襲い来る敵に立ち向かうこととなる。
ヨシナガはジビエのワクチン開発を研究していたが、千水たちが強力なジビエ・メテオラを倒すと、自分が地球外からやってきた異星人でメテオラは恋人だったと明かす。ワクチン開発の動機を失ったヨシナガは開発した薬で知性を残したジビエへと変身し、人間たちを襲う。死闘の末、千水はヨシナガを倒すが毒針にやられていた。千水は旅立つキャスリーンたちを見送り、ジビエとの戦いを続ける。

## 登場人物
声の項はテレビアニメの声優。

### 主要人物
神崎 千水（かんざき せんすい）
声 - 柿原徹也
本作の主人公。江戸時代前期から現代へタイムスリップしてきた。日本刀「水月丸」と西洋刀の二刀流を得意とする侍。戦国の世では「千人斬り」の二つ名で知られたが、現在は不殺を誓っている。
真田 兼六（さなだ けんろく）
声 - 東地宏樹
千水と一緒に江戸時代前期からタイムスリップしてきた。爆弾の扱いに長けた真田氏出身の忍者。許嫁を喪った過去を持つ。
船田 キャスリーン（ふなだ キャスリーン）
声 - 藤井ゆきよ
タイムスリップ直後の千水と兼六を助けた女性。日本人とアメリカ人のハーフで、ヨシナガの研究をサポートしている。
鬼倉 雪之丞（おにくら ゆきのじょう）
声 - 羽佐間道夫
額に「凶」の字が刻まれた大柄な僧兵。主兵装は棍棒。

### 主要人物の関係者
ヨシナガ
声 - 池田秀一
ジビエのワクチン開発に必要な「ジビエの毒針」を集める研究者。
船田 ユリカ（ふなだ ユリカ）
声 - 伊藤えみ
キャスリーンの母親。
鳩波 彩愛（はとなみ あやめ）
声 - 七海ひろき
千水たちが道中で出会う女性警察官。犯罪者で脱走した父親の逮捕を目的としている。

### ガリアンズ
鳩波 蓮司郎（はとなみ れんじろう）
声 - 石井康嗣
無法集団ガリアンズの頭。元ヤクザの親分であり、長ドスを得物とする。
祖師谷 紅蓮（そしがや ぐれん）
声 - 郷田ほづみ
ガリアンズのNo.2。ヤクザ時代から蓮司郎との付き合いが長い。武器は二挺拳銃。
美樹本 伊佐夫（みきもと いさお）
声 - 崎本大海
殺人罪で服役していた構成員。元オリンピックの棒高跳びの選手で、そのスキルと槍を合わせた攻撃を得意とする。
葉室 克典（はむろ かつのり）
声 - 木村良平
過失致死傷罪で服役していた元漁師の構成員。
佐久間 秀典（さくま ひでのり）
声 - 落合福嗣
元爆弾魔の構成員。

## テレビアニメ
『ジビエート』のタイトルで2020年7月から9月までTOKYO MXほかにて放送された。当初はキー局での地上波放送も予定されていたが、新型コロナウイルスの影響から独立放送局のみの放送になる。プロジェクトの集大成に位置づけられており、日本国外でも同時展開される。

### スタッフ
- 企画・原作・製作総指揮・企画プロデュース - 青木良[10]
- 監督・アニメーションキャラクターデザイン・総作画監督 - 小美野雅彦[13]
- 総作画監督 - 芦屋耕平
- 副監督 - 玉田博[13]
- キャラクター原案 - 天野喜孝[10]
- モンスターデザイン - 芹沢直樹[10]
- プロップデザイン - 野澤健太[13]、若山温[13]、國井実可子
- キーアニメーター - 小野晃[13]、國井実可子[13]
- 美術監督 - 大西穣[13]
- 美術設定 - 坂本竜[13]
- 美術・背景 - ビック・スタジオ[13]
- 色彩設計 - 渡部勇輔[13]
- 撮影監督 - 西村徹也[13]
- 撮影 - スタジオエル[13]
- 3DCG監督 - 平将人[13]
- 特殊効果 - 太田良之[13]
- 編集 - 早川裕[13]
- オンライン編集 - キュー・テック[13]
- 音響制作 - 神南スタジオ[13]
- 音響監督 - 郷田ほづみ[13]
- 音楽 - 古代祐三[10]
- プロデューサー　白石俊博　王宛菁　加藤英治　柳田一也　福田聡　BONGSUK KIM
- アニメーション制作 - ランチ・BOX & スタジオエル[13]
- 製作 - GIBIATE PROJECT[9]

### 主題歌
OP・EDともにエグゼクティブプロデューサーとして青木良、作曲・編曲・サウンドプロデュースをSUGIZOが担当する。
「GIBIATE」
吉田兄弟 feat.SUGIZOによるオープニングテーマ。作曲には吉田健一も参加しているほか、SUGIZOはギター演奏も兼任する。
「ENDLESS〜時を超えて〜」
SUGIZO feat.大黒摩季による日本語版エンディングテーマ。作詞は青木良が担当し、ドラムとして真矢が参加する。

### 各話リスト
| 話数   | サブタイトル   | 絵コンテ            | 演出         | 作画監督                                                                           | 初放送日       |
| ------ | -------------- | ------------------- | ------------ | ---------------------------------------------------------------------------------- | -------------- |
| 第1話  | 神隠し         | 小美野雅彦          | 渡辺正彦     | 興村忠美 小野晃 國井実可子                                                         | 2020年 7月15日 |
| 第2話  | 渦の向こう     | 小美野雅彦          | 富勢康幸     | Moon-Hee Jeong Yong-un                                                             | 7月22日        |
| 第3話  | 第三の男       | 小美野雅彦          | 木村寛       | Bae geun yong Sung Min Chae                                                        | 7月29日        |
| 第4話  | 危険地帯       | 小美野雅彦          | -            | 福島豊明 梶浦紳一郎 Chen Liang Yang Guofu                                          | 8月5日         |
| 第5話  | 悪 対 武士道   | 小美野雅彦 石山貴明 | 渡辺正彦     | 興村忠美 小野晃 國井実可子 田中みどり 菊池功一 李慶 関鵬 Jumondou Seoul            | 8月12日        |
| 第6話  | 絶体絶命       | 玉田博 小美野雅彦   | 木村寛       | Bae geun yong Sung Min Chae                                                        | 8月19日        |
| 第7話  | 死への夢道     | 熊谷小夏 小美野雅彦 | -            | Woo Geum-yeong Jeong Yong-un Hwang Seong-won Kim Bong-deok                         | 8月26日        |
| 第8話  | 別れの手紙     | 熊谷小夏 小美野雅彦 | 渡辺正彦     | 興村忠美 小野晃 國井実可子 田中みどり 菊池功一 水野友美子 Jumondou Seoul 李慶 関鵬 | 9月2日         |
| 第9話  | 燃え尽きるまで | 熊谷小夏 小美野雅彦 | Park Sang-ho | Han Seung-hui                                                                      | 9月9日         |
| 第10話 | 新たなる仲間   | 石山貴明 小美野雅彦 | Jo Yongju    | Song Jinyeong Kim Jongbeom                                                         | 9月16日        |
| 第11話 | まぼろしの愛   | 熊谷小夏 小美野雅彦 | Park Jae-ik  | Hwang Seong-won Han Seung-hui Kim Bong-deok Cho Eung-yeong Park Myeong-hwan        | 9月23日        |
| 第12話 | 命の果てには   | 石山貴明 小美野雅彦 | 渡辺正彦     | 興村忠美 小野晃 國井実可子 水野友美子 菊池功一 Revival Jumondou Seoul              | 9月30日        |

### 放送局
| 放送期間                               | 放送時間                     | 放送局   | 対象地域 | 備考                             |
| -------------------------------------- | ---------------------------- | -------- | -------- | -------------------------------- |
| 2020年7月15日 - 9月30日                | 水曜 22:00 - 22:30           | TOKYO MX | 東京都   |                                  |
|                                        | 水曜 23:00 - 23:30           | AT-X     | 日本全域 | CS放送 / リピート放送あり        |
| 2020年7月17日 - 10月2日                | 金曜 0:00 - 0:30（木曜深夜） | BSフジ   | 日本全域 | BS/BS4K放送 / 『アニメギルド』枠 |
| 放送の前週には事前PR番組が放送された。 |                              |          |          |                                  |

そのほか、日本国内ではHulu、dアニメストア、FOD、J:COMオンデマンド、milplus、TELASA、auスマートパス、GYAO!、ABEMA、Amazonプライム・ビデオ、Google Play、ニコニコ動画、ひかりTV、バンダイチャンネル、Paravi、Rakuten TV、TSUTAYA TV、ムービーフルPlus、HAPPY!動画、ビデオマーケット、DMM.com、music.jp、ココロビデオにて配信され、アジア以外の地域ではCrunchyrollにて配信される。